# Beginenhof Turnhout

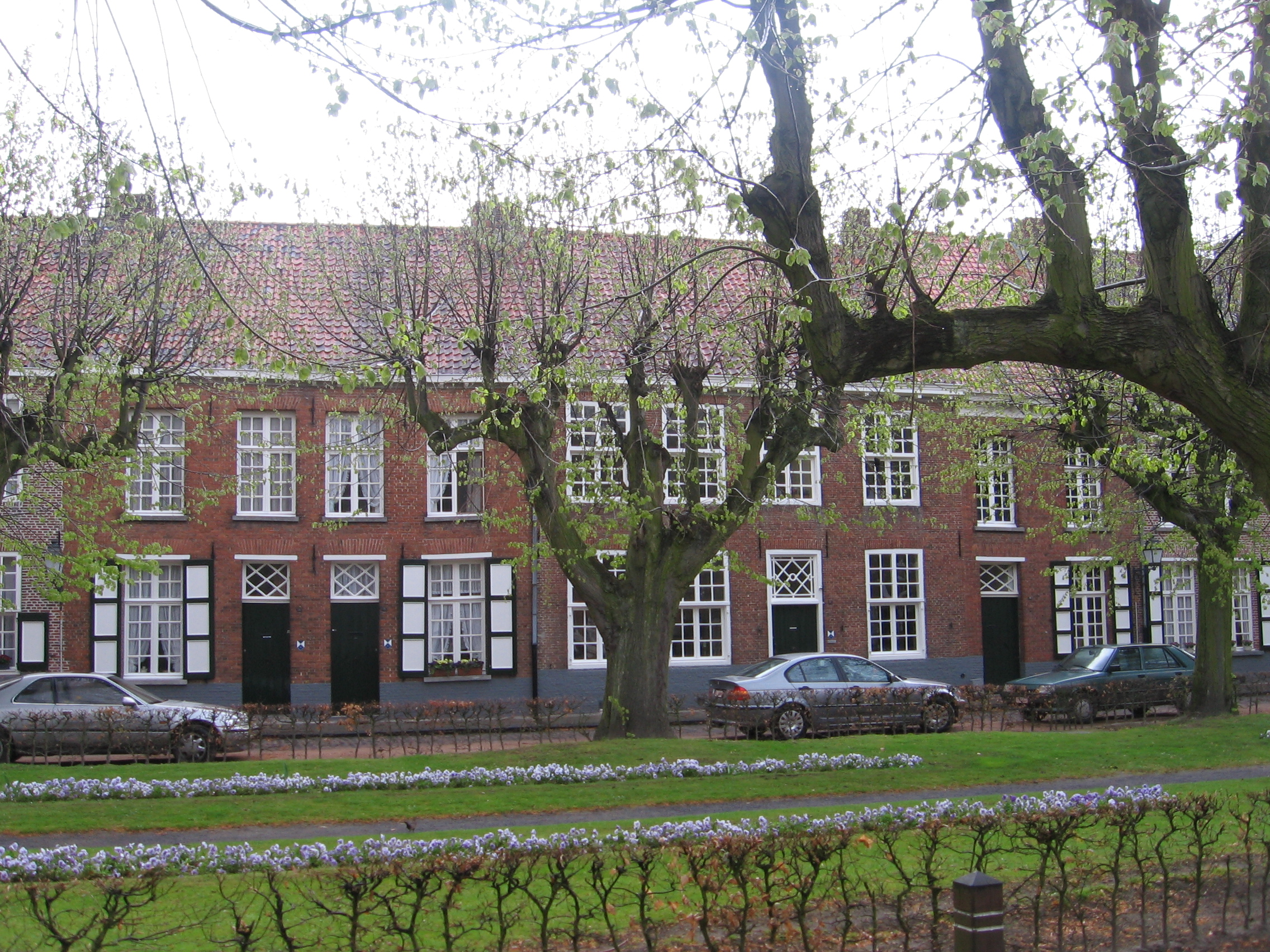
Beginenhof Turnhout

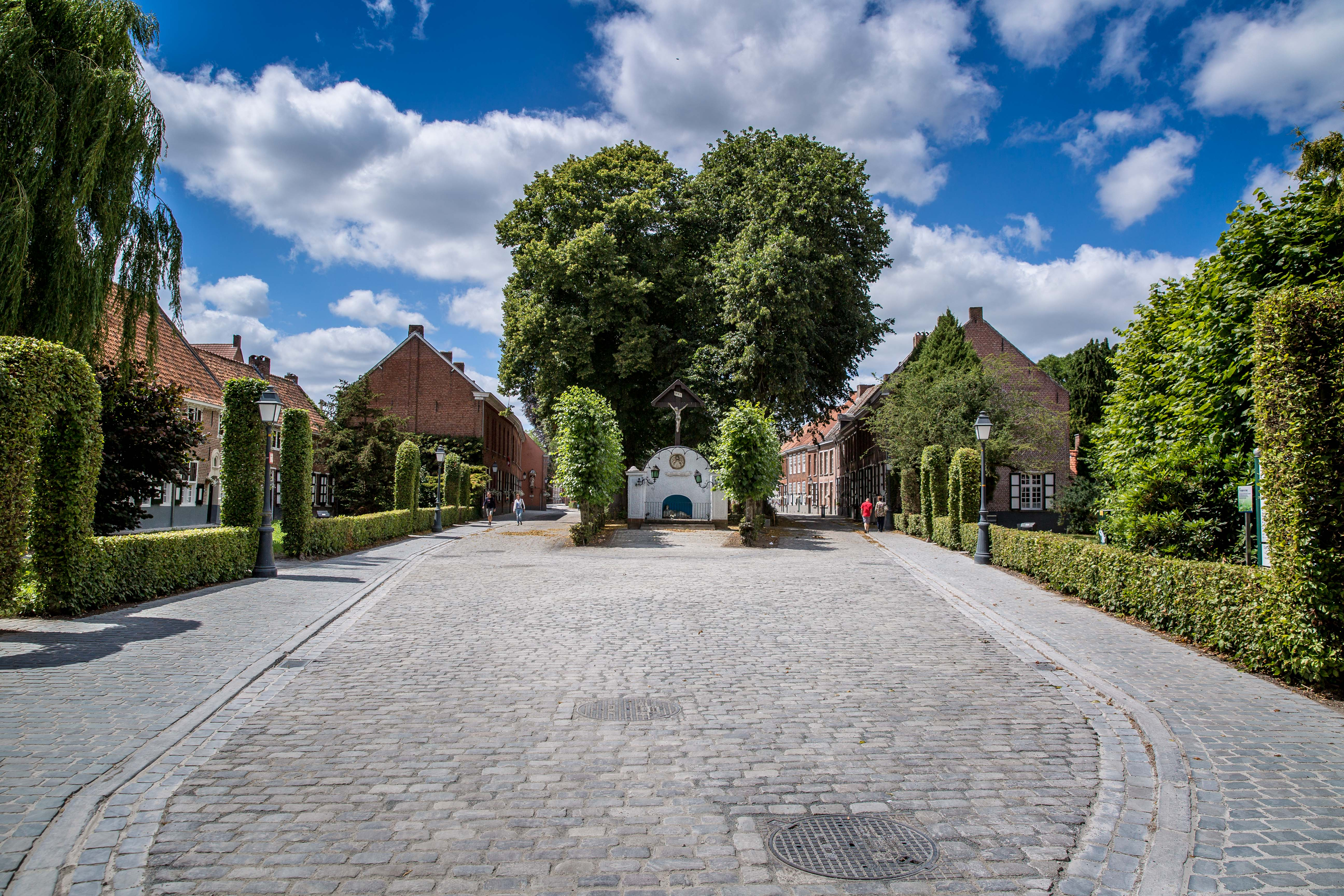
Beginenhofplatz

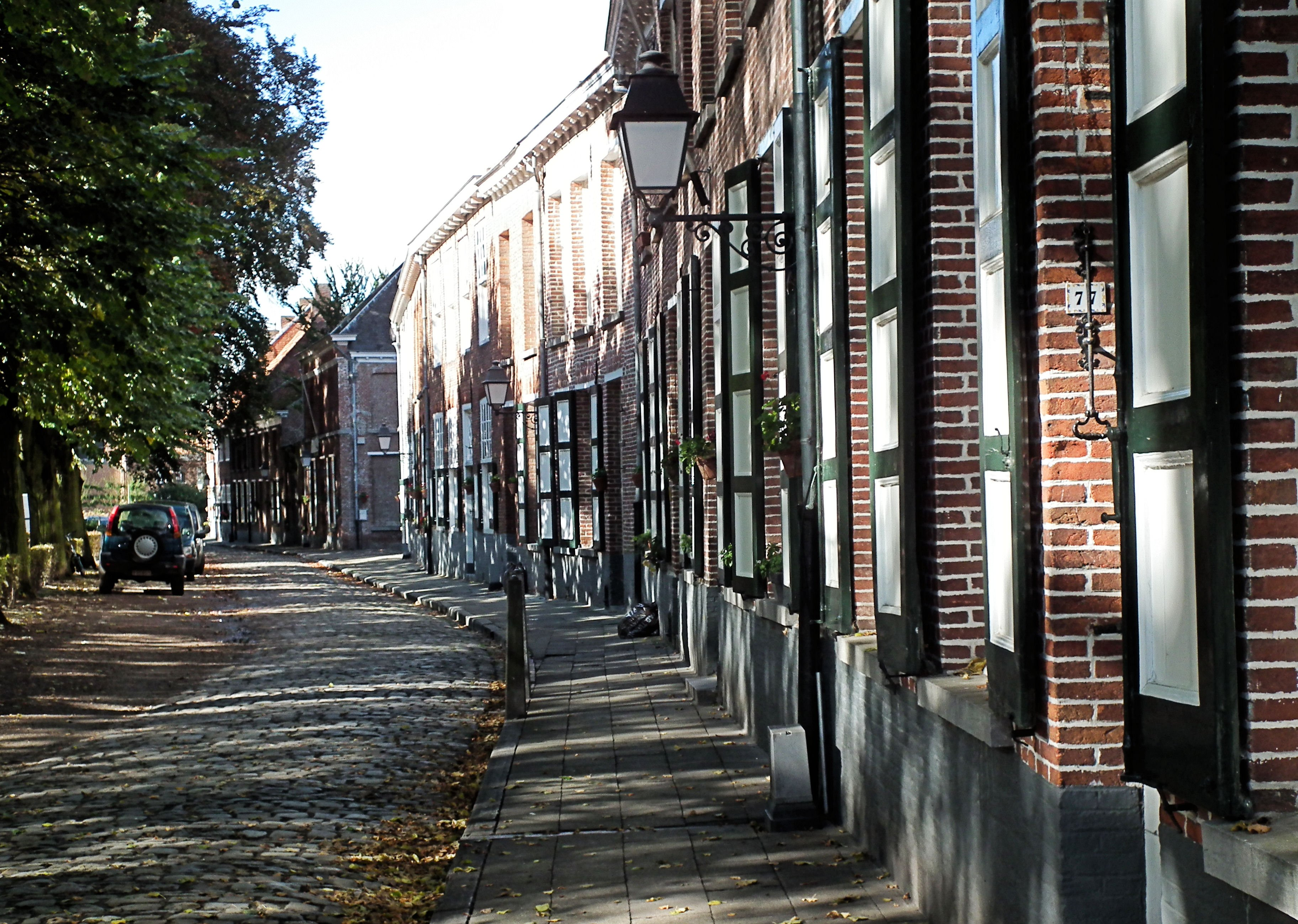
Beginenhof

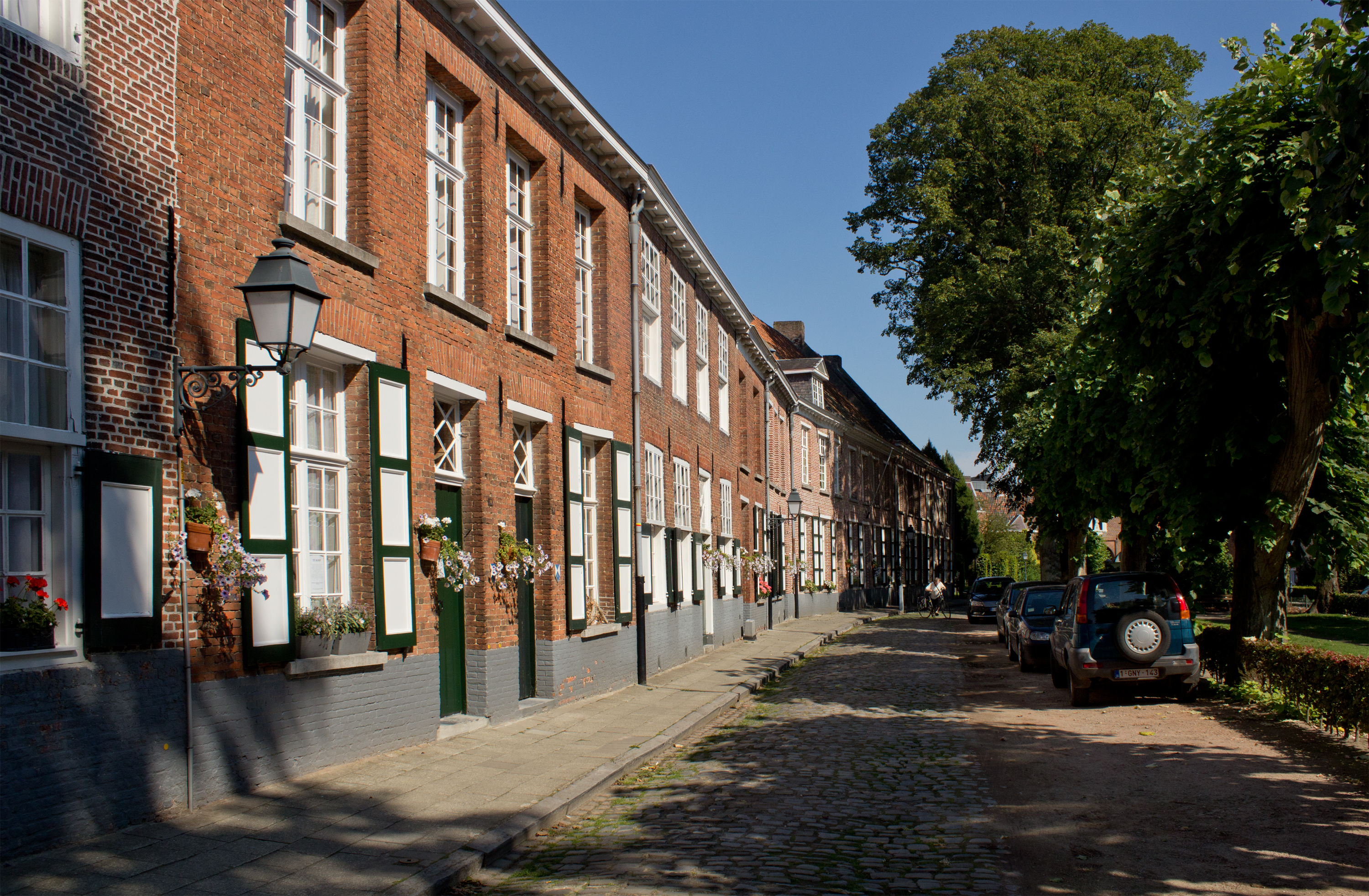
Beginenhofhäuser

Der Beginenhof von Turnhout (niederländisch Begijnhof Turnhout) in der belgischen Provinz Antwerpen wurde wahrscheinlich bereits im 13. Jahrhundert gegründet und erlebte im 15. und 17. Jahrhundert eine Blütezeit, die zur Erweiterung des Hofes und zum Bau der barocken Kirche führte. Der Beginenhof hat unter der französischen Herrschaft sehr gelitten. Dabei wurde die Kirche vorübergehend in einen Tempel der Vernunft umgewandelt. Im Laufe des 19. Jahrhunderts wurden mehrere Initiativen zur Wiederbelebung des Beginenhofs ergriffen. Eine Lourdesgrotte und die Kapelle des Heiligen Antlitzes wurden gebaut. Im 20. Jahrhundert schwand der Beginenhof auch in Turnhout dahin und starb schließlich aus. Im Jahr 1998 wurde der Beginenhof in die Liste des UNESCO-Weltkulturerbes aufgenommen.
Die Denkmalschutzgeschichte des Beginenhofs von Turnhout ist recht komplex. Nicht weniger als vier Schutzverordnungen sehen vor, entweder den gesamten Hof oder bestimmte Teile des Beginenhofs als Denkmäler oder als Landschaften zu schützen. Die jüngste Schutzverordnung stammt vom Mai 2014 und liegt der folgenden Beschreibung zugrunde. In dieser Verordnung wird der gesamte Beginenhof als Denkmal geschützt.

## Geschichte des Beginenhofs von Turnhout
Wie viele Beginenhöfe im Herzogtum Brabant wurde auch der Beginenhof in Turnhout wahrscheinlich im 13. Jahrhundert gegründet. Die älteste erhaltene Aufzeichnung stammt jedoch aus dem Jahr 1340. Sowohl der Standort als auch die später nachweisbaren Verbindungen zwischen dem Beginenhof und dem Schloss lassen vermuten, dass die Herzöge von Brabant bei seiner Gründung eine Rolle gespielt haben. Im Jahr 1372 gewährte Maria von Brabant, Herzogin von Geldern und Herrin von Turnhout, eine Reihe von Freiheiten, die 1399 von ihrer Schwester Johanna, Herzogin von Brabant, bestätigt und erweitert wurden.
Im Laufe des 15. Jahrhunderts wurde der Beginenhof immer wieder mit Gunstbezeugungen überhäuft, und es wurde eine Reihe von Beschlüssen für eine angemessene Organisation des Hofes gefasst. Im Jahr 1399 gab es bereits eine Krankenstation. Im Jahr 1415 wurde der Hochaltar in der alten Kirche geweiht. Die Gründung mehrerer Kapellen folgte kurz darauf (1418, 1419, 1478). Im Jahr 1480 gab es achtzehn Häuser im Beginenhof, 1526 achtundzwanzig.
Das 16. Jahrhundert verlief weniger günstig. Am 12. Juli 1562 wurde der Beginenhof teilweise durch ein Feuer zerstört, einschließlich der Krankenstation, die sich damals auf der Südseite befand, dem Waldtor und dem angrenzenden Teil der Warande (einem eingezäunten Jagdrevier) des Schlosses. Am 23. August 1566 wurde die Kirche von Bilderstürmern geplündert und verunstaltet.
Der Aufschwung im 17. Jahrhundert war durch mehrere Erweiterungen nach Westen gekennzeichnet, und 1624 wurde die damals noch bestehende Kirche vergrößert. Im Jahr 1642 reichte der Hof bis kurz hinter das Nordtor. Im folgenden Jahr erhielten die Beginen von Philipp IV. 120 Ruten Land, und 1656 schenkte ihnen Cornelis Lantschots testamentarisch einen Hof im Weiler Lokeren „zur Errichtung oder Vergrößerung der Kirche des Beginenhofs daselbst“. Sie entschieden sich für den Bau einer neuen Kirche, deren Grundstein am 25. Juni 1662 gelegt wurde. Das neue Gotteshaus wurde 1666 in Betrieb genommen. In der Zwischenzeit war das neue Pfarrhaus gebaut worden und mehrere Häuser an der Nord- und Südseite waren hinzugekommen. Im Jahr 1693 gründete der Beginenpfarrer Joannes Mermans eine bedeutende Stiftung, die den weniger begüterten Beginen große Vorteile verschaffte; in diesem Jahr gab es in Turnhout etwa 360 Beginen. Ab dem 17. Jahrhundert wurden in den Beginenhöfen Privatschulen eingerichtet, in denen Französisch, Frauenhandwerk und Klöppeln auf dem Lehrplan standen. Im 18. Jahrhundert waren vier oder fünf dieser Schulen aktiv. Im Jahr 1794 gab es in Turnhout noch 164 Beginen.
Während der Franzosenzeit wurden alle religiösen Versammlungen verboten, die Tore des Beginenhofs geschlossen und die Kirche in einen Tempel der Vernunft umgewandelt (1797). Ab dem 8. September 1814 durften die Beginen wieder das Ordensgewand tragen. Ihre Besitztümer wurden jedoch der „Commission der Bürgerlichen Gotteshäuser“ übertragen, die seither für die Verwaltung und Instandhaltung des Hofes zuständig ist. Das religiöse Leben erhielt im Laufe des 19. Jahrhunderts neue Impulse: 1876 wurde eine Lourdesgrotte errichtet, die viele Pilger anziehen sollte, und 1885–1887 wurde die Kapelle des Heiligen Antlitzes gebaut, „um der Entweihung der Sonntage in Turnhout entgegenzuwirken“.
Im 20. Jahrhundert schwand der Beginenhof dahin und starb schließlich aus. Während des Zweiten Weltkriegs war der Beginenhof Schauplatz erbitterter Kämpfe. Im Jahr 1944 wurden sogar Schützengräben hinter der Kirche ausgehoben. Zu dieser Zeit war der Beginenhof für kurze Zeit auch ein Zufluchtsort für die Klarissen und die Schwestern der Beekstraat. Um 1950 planten die „Freunde des Beginenhofs“ die Einrichtung eines Museums, das am 27. September 1953 eröffnet wurde.
Im Jahr 2014 ist der Beginenhof Eigentum des Wohlfahrtsverbands OCMW. Für die Verwaltung der Häuser entschied sich das OCMW für einen langfristigen Mietvertrag über 33 Jahre, der zweimal verlängert werden kann. Derzeit fallen 29 Häuser unter diese Regelung.

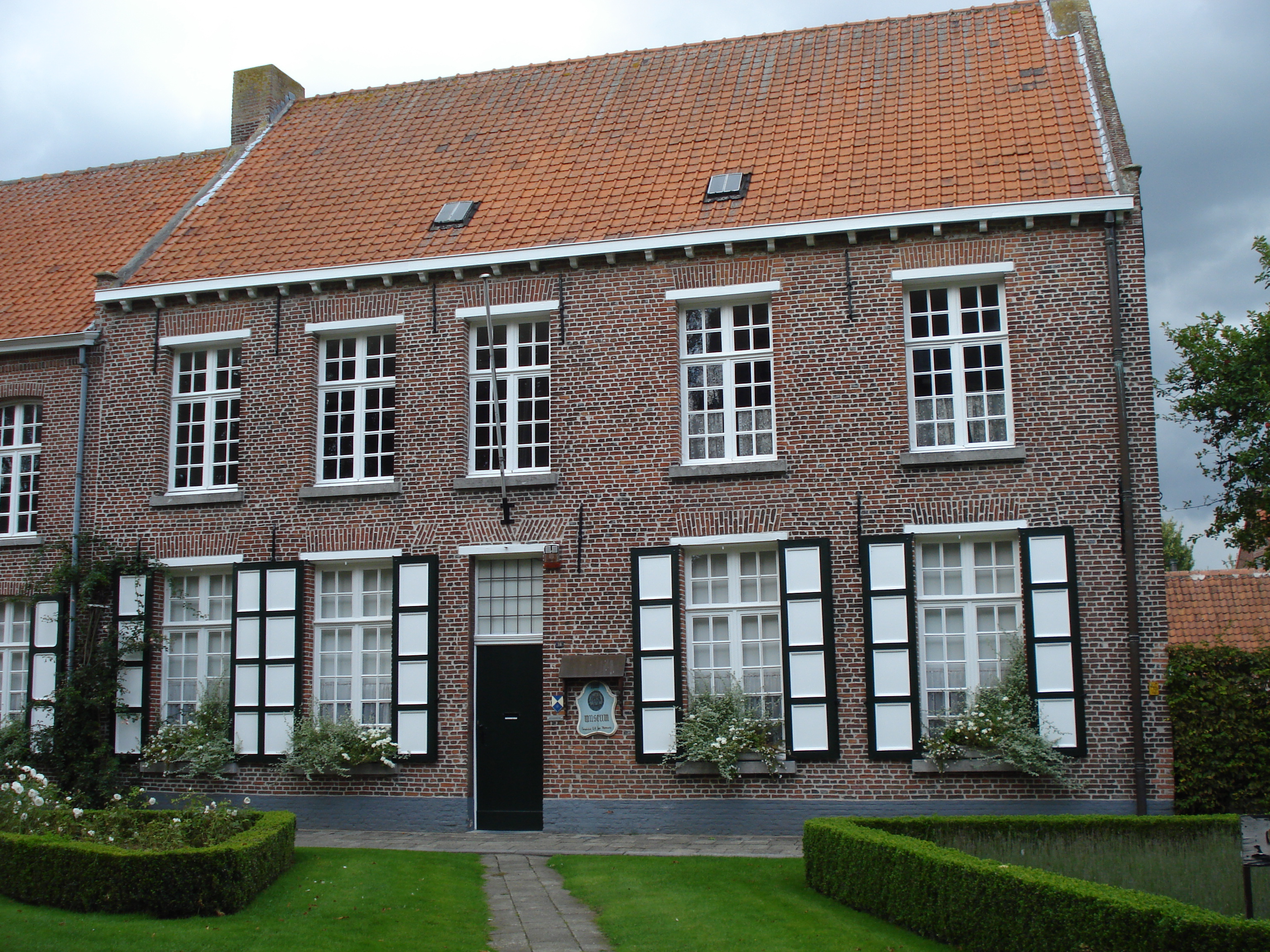
Beginenhof Turnhout, Nummer 56 (Museum)

## Beschreibung

### Allgemeiner Standort
Der Beginenhof von Turnhout befindet sich am Rande der Altstadt. Auf der Nord- und Westseite wurde er von dem Wasserlauf Meerloop begrenzt, der hinter der nördlichen Häuserreihe des Beginenhofs verlief. Dies ist noch heute in den Gärten zu sehen, die an dieser Stelle zu dem verschwundenen Wasserlauf hin abfallen.
Es handelt sich um einen viereckigen Beginenhof mit annähernd trapezförmigem Grundriss und einem charakteristischen, langgestreckten zentralen Platz mit einem gepflasterten Vorplatz, Kopfsteinpflaster und einem Durchgang am Seiteneingang. Durch die Erweiterung im 17. Jahrhundert hat der Beginenhof von Turnhout einen außergewöhnlich langgestreckten Innenhof mit umliegenden Gebäuden.
Der Beginenhof besteht aus baumbestandenen Höfen, die von Efeu- und Eibenhecken gesäumt sind, mit Rasenflächen und Blumenbeeten, Linden und Buchen. Im Innenhof befinden sich drei Pumpen, gegenüber dem Haupttor ein Kalvarienberg (1796) mit einer Statue der Maria Magdalena am Fuß und dahinter eine Kapelle mit Christus in der Rast. Ungefähr auf der Höhe des Seiteneingangs wurde 1876 eine Lourdesgrotte errichtet, eine künstliche Felsformation nach dem Entwurf von Frans Loyens, ausgeführt von M. Blaton-Aubert aus Brüssel und mit einem verzinkten Eisenzaun abgeschlossen. Auf der Südseite, in Höhe der Lourdesgrotte, befand sich bis 1562 das Waldtor zum Schloss.
Die Kirche aus der Mitte des 17. Jahrhunderts liegt zentral im westlichen Teil des Beginenhofs und ist umgeben von einer Reihe von Wohngebäuden, einer Kapelle (Nummer 43) vom Ende des 19. Jahrhunderts in der südwestlichen Ecke und einer Begrenzungsmauer der Schule Saint-Victor mit Gebäuden des ehemaligen Alten- und Waisenheims auf der Südseite, die 1854–1856 nach einem Entwurf des Architekten E. Gife errichtet wurden: die ehemalige Kapelle, jetzt in den Schulkomplex integriert, und ein langgestrecktes Gebäude, heute die Geschützte Werkstätte des OCMW. Wegen der zurückweichenden Baufront auf der Nordost- und Südostseite haben die Nummern 3 bis 10 und 79 bis 83 einen eingezäunten Vorgarten, die anderen Häuser Pfosten an der Straße. Fast alle Häuser haben einen eigenen Hinterhof. Im Innenhof gibt es Straßenlaternen, die ursprünglich mit Gas betrieben wurden. Zwischen den Hausnummern 56 und 58 befindet sich ein Obstgarten mit Schafweide, der ursprünglich zum ehemaligen Beginenhof mit seinem Gelände gehörte, das über den nördlichen Seiteneingang zugänglich war. Es wurde in den 1950er Jahren von der Wohnungsbaugesellschaft planiert und durch ein Altersheim (Sint-Beggaplein) ersetzt. Das ehemalige Pesthaus des Beginenhofs befand sich im Norden des heutigen Begijnendreef.
Der Haupteingang an der Ostseite ist ein monumentales, frühklassizistisches Torhaus aus dem Jahr 1700 (Chronogramm) an der Oude Vaartstraat. Auf der Nordseite, in der Nähe des Sint-Beggaplein, befindet sich ein einfaches Korbbogentor aus Backstein.
Die denkmalgeschützte Kirche ist dem Heiligen Kreuz geweiht und befindet sich im westlichen Teil des Beginenhofs. Es handelt sich um eine freistehende, dreischiffige Kirche mit rechteckigem Grundriss und barocken und gotischen Elementen, die aus Backstein errichtet wurde.
Die recht homogenen Gebäude des Beginenhofs sind durch zweigeschossige Ziegelhäuser mit Satteldach gekennzeichnet. Der Dachfirst verläuft parallel zur Straße. Die Häuser sind in der Regel mit Nebengebäuden verbunden. Die Häuser im Beginenhof von Turnhout entsprechen der typischen Kempener Architektur. Aufgrund des Mangels an Naturstein wurden die Gebäude fast ausschließlich aus Backstein errichtet. Anstelle von Fenstern und Türrahmen aus Naturstein wurden hauptsächlich hölzerne Kreuzrahmen verwendet, die später durch größere rechteckige Holzrahmen ohne Schwelle ersetzt wurden. Diese Nutzung entspricht eher der Architektur der nördlichen Niederlande, was sich durch die Lage der Stadt erklären lässt. Die meisten Beginenhäuser sind sowohl im Äußeren als auch im Inneren ein Gemenge von Elementen aus verschiedenen Epochen der Baugeschichte, die vom 17. bis zum 20. Jahrhundert reichen. Viele Häuser haben einen L-förmigen Grundriss mit (niedrigeren) Anbauten, die oft rechtwinklig zum Vorderhaus stehen; Nebengebäude befinden sich bei Häusern an der Nord- und Südseite des Beginenhofs im hinteren Teil des Gartens. Die meisten Häuser stammen aus dem 16. und vor allem aus dem 17. Jahrhundert; die Eingriffe des 18. Jahrhunderts beschränkten sich zumeist auf interne Veränderungen; im 19. und frühen 20. Jahrhundert wurden ältere Häuser angepasst oder umgebaut und neue Häuser im Heimatstil errichtet, so dass der Beginenhof von Turnhout das Bild eines homogenen Ganzen in einem nüchternen Umfeld vermittelt, traditioneller, regionaler Stil mit (verankerten) Backsteingesimsen und Seitengiebeln, letztere oft mit Konsolen, auf einem grau gestrichenen Sockel, überwiegend rechteckigen Wandöffnungen und (teilweise) gestützten Fenstern mit kleinen Scheiben. Putz und Anstriche deuten auf Sandsteinsockel, Specklagen und Rahmen hin. Die Umbauten im 19. und 20. Jahrhundert bestanden häufig in der Erneuerung der Dacheindeckung und dem Hinzufügen einfacher Holzgesimse auf Konsolen; die Fassaden wurden umgebaut oder um ein zweites Stockwerk erhöht, und auch die Innenräume wurden angepasst. Die alten Kreuzfenster wurden durch einheitliche rechteckige Wandöffnungen mit Holzstürzen, neuen Fensterläden und rautenförmig geteilten Oberlichtern für die Türen ersetzt. Letztere waren teilweise mit eisernen Schuhabkratzern und Zugglocken ausgestattet. Nur wenige Häuser stammen vollständig aus dem 19. oder 20. Jahrhundert, darunter die Nummern 3, 4 und 5, die 1912 nach den Entwürfen des Architekten Jules Taeymans errichtet wurden, der wahrscheinlich auch für die Umbauarbeiten an anderen Gebäuden verantwortlich war. Diese Häuser haben in der Regel einen Grundriss mit einem Flur und einer Treppe auf Höhe der Eingangstür und einem oder zwei Wohnzimmern daneben, die Küche und die Spülküche befinden sich in dem winkelförmigen Anbau neben dem recht schmalen Hof, im ersten Stock gibt es immer ein giebelseitiges Schlafzimmer auf der Straßenseite und ein kleineres Schlafzimmer auf der Rückseite neben dem Treppenabsatz. Die meisten Häuser wurden mit einem neuen Bad und einer neuen Küche ausgestattet. Im Inneren sind Strukturen, Innenausstattung, Kamine, Dachstühle, Treppen, Gewölbekeller, Nussbalken, Fliesen- und Dielenböden sowie die Innenschreinerei mit den dazugehörigen Beschlägen im Allgemeinen erhalten geblieben.

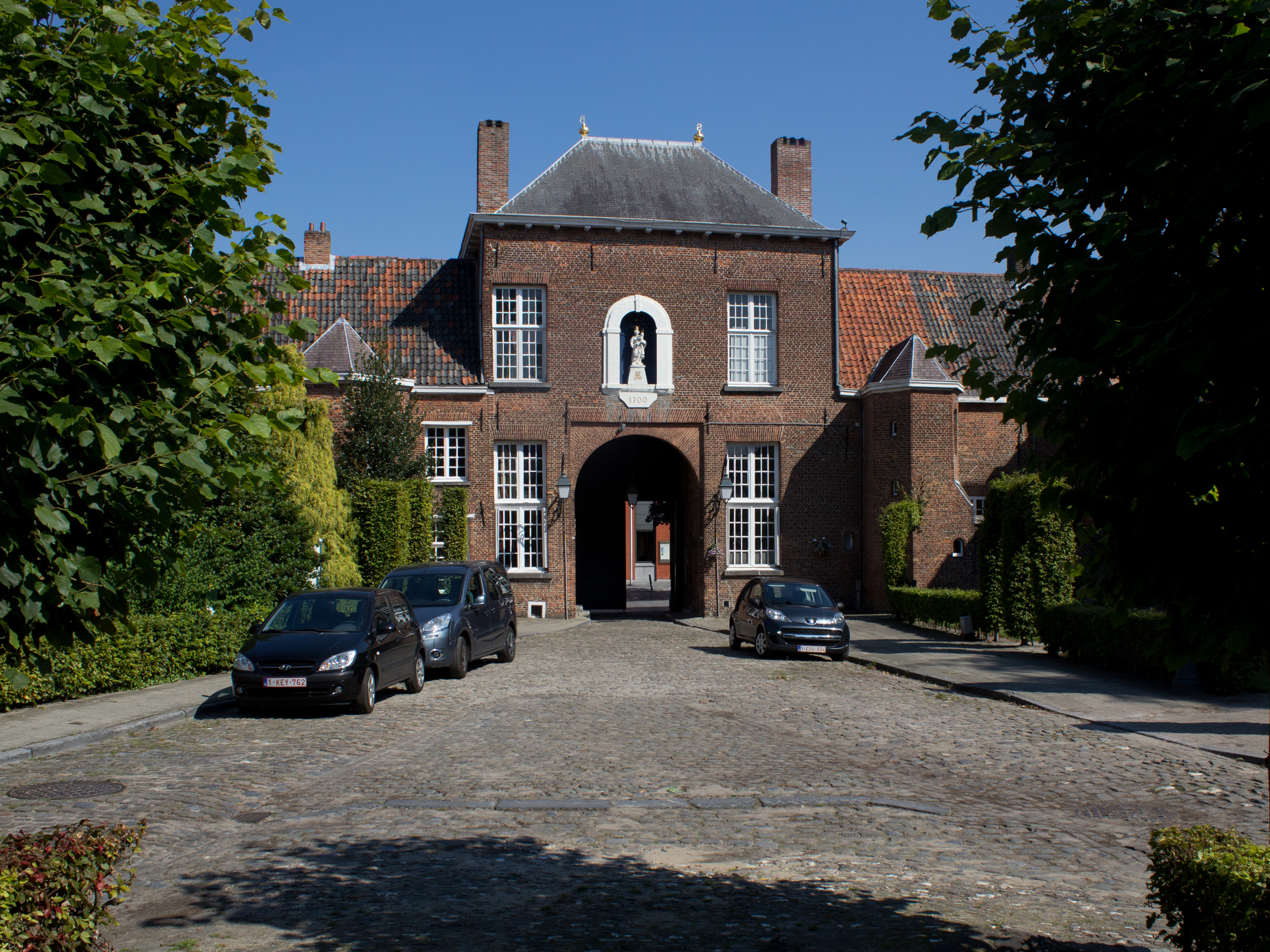
Torhaus

### Torhaus und flankierende Häuser
Das Torhaus, dem früher die überwölbte Meerloop vorgelagert war, wurde um 1700 erbaut. Dies lässt sich aus dem Chronogramm mit der Angabe „S. Begga / Mater ConDeCorata“ in einer Kartusche auf der Vorderseite ablesen.
Es handelt sich um ein frühklassizistisches, rechteckiges Backsteingebäude mit drei Erkern und zwei Stockwerken unter einem leicht geneigten Schieferdach mit vergoldeten Zierkugeln mit den Buchstaben „S“ und „B“. Die Fachwerkgiebel sind mit einem breiten, umlaufenden Holzgesims auf Konsolen abgeschlossen.
Die Straßenseite hat ein Kalksteinpflaster und eine Unterteilung der Fläche durch giebelhohe rechteckige Nischen, in den Seitenjochen mit schmalen rechteckigen Fenstern mit Buntglas und Sprossen im Erdgeschoss.
In der Mitte befindet sich der gewölbte Durchgang. Der profilierte Torrahmen aus Blaustein mit Sockeln weist am rechten Pfosten ein Steinmetzzeichen auf (datiert zwischen 1620 und 1773). Das zweiteilige Holztor unter einem hölzernen Torbogen mit Wänden ist außerdem mit einer bekrönenden Kartusche mit Chronogramm (siehe oben) und einem elliptischen Medaillon mit einer Sandsteinstatue der Heiligen Begga geschmückt, die seit dem 16. Jahrhundert fälschlicherweise als Begründerin des Beginensystems gilt. Die Inschrift „HANC/ IMAGINEM/ R GHEENEN (?)/ DD (?)/ 1768“ auf dem Sockel verweist auf den Standort der Statue.
Die Beginenhofseite hat eine schlichte Backsteinfassade mit sichtbaren Ankern, rechteckigen Fenstern und einem rundbogigen Portal mit einem Relief, über dem sich eine gerahmte, weiß gestrichene Nische mit einer Statue der Muttergottes mit Kind und einer späteren Datierung „1700“ befindet, die sich auf das Tor bezieht. Der Durchgang ist mit einer flachen Holzdecke abgeschlossen.
Die flankierenden Häuser Nr. 1, 2 und 83–84 des Beginenhofs haben jeweils zwei Erker (ein Erker des Pförtnerhauses Nr. 1 und 84 gehört zum Pförtnerhaus) und zwei Stockwerke unter einem Satteldach. Der First des Daches mit flämischen Ziegeln verläuft parallel zur Straße. Auf der Straßenseite weisen die mit Ankern versehenen Backsteinfassaden rundbogige und schmiedeeiserne Holzkreuzfenster mit Entlastungsbögen und Blenden auf. Auf der Gartenseite befinden sich rechteckige Fenster mit kleinen Stäben und ein fünfeckiger Anbau mit Wendeltreppe, der an den ummauerten Innenhof der Hausnummern 2 und 83 angrenzt. Die Nummern 1 und 84 haben eine Segmentbogentür in der Pforte.

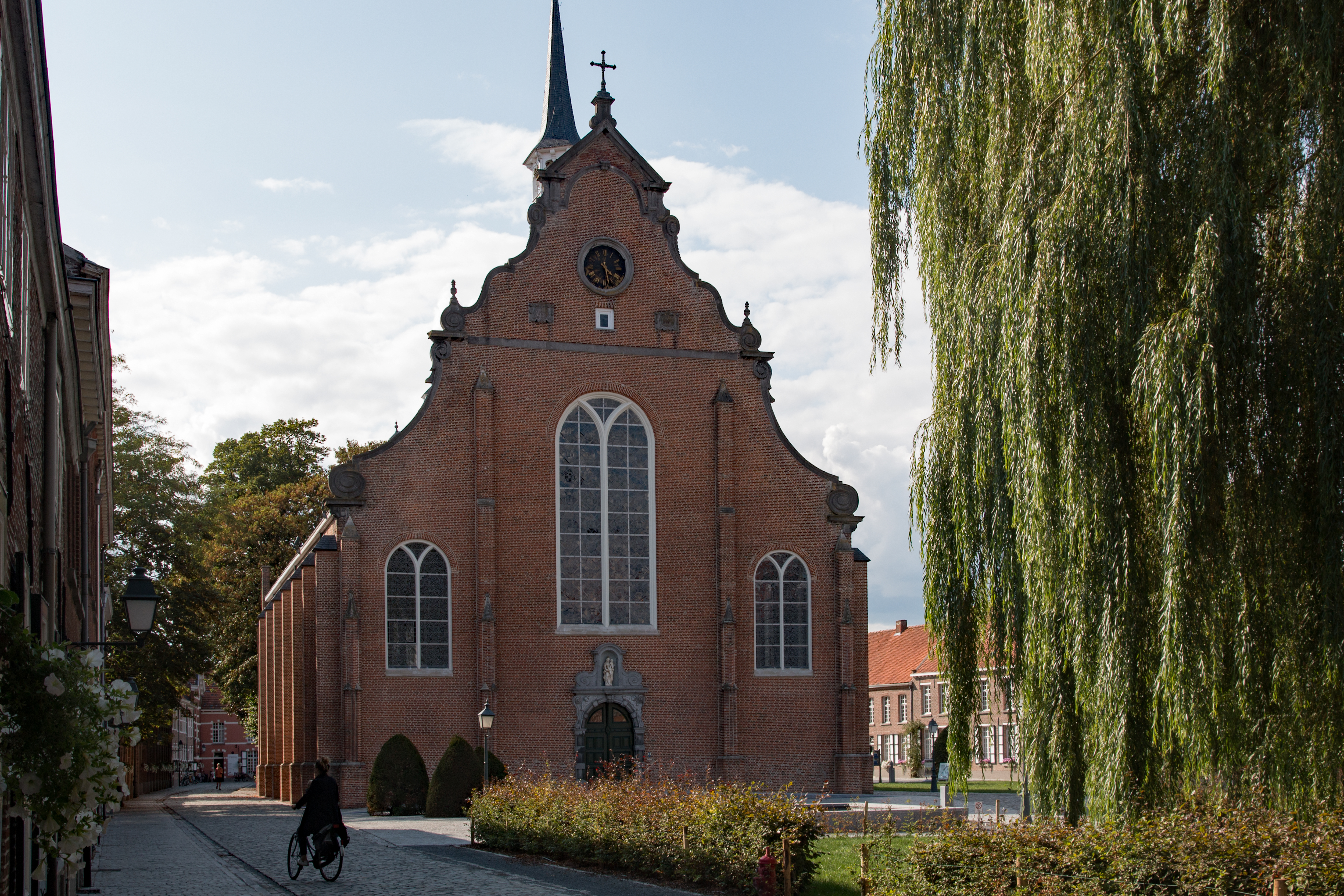
Beginenhofkirche

### Beginenhofkirche
Die Beginenhofkirche aus dem Jahre 1665 ist dem Heiligen Kreuz geweiht und befindet sich im westlichen Teil des Beginenhofs. Die erste Beginenhofkirche befand sich auf dem Kruisberg.
Es handelt sich um eine freistehende Kirche mit barocken und gotischen Elementen, die zwischen 1662 und 1667 auf Anweisung von Anna Bax, der Herrin des Beginenhofs, errichtet wurde. Der Grundstein wurde am 25. Juni 1662, dem Festtag der Heiligen Begga, gelegt. Im Jahr 1666 wurde die neue Kirche, die noch nicht gepflastert war, bezogen. Während der Französischen Revolution wurde sie in einen Tempel der Vernunft umgewandelt. Die Restaurierungsarbeiten wurden 1978 und im darauf folgenden Jahr unter der Leitung des Architekten E. Wauters durchgeführt.
Der Grundriss zeigt ein dreischiffiges, sechsjochiges Kirchenschiff, einen Chor mit einem geraden Joch, der von einem Lagerraum und einer Sakristei flankiert wird, und eine fünfseitige, nach Westen ausgerichtete Apsis.
Es handelt sich um ein Backsteingebäude, das bis zur letzten Restaurierung mit Blausteinsockeln versehen war, mit einem Schiefersatteldach, Dachgauben, einem Dachfirst mit hölzernem Dachturm, der mit einer Haube mit Laterne und Turmspitze abschließt.
Die barocke Fassade mit ihren geschwungenen Giebeln hat einen Blausteinrahmen mit Voluten, Brüstungen und einem gebrochenen, dreiseitigen Giebel. Das rundbogige Eingangstor ist von einem Rahmen aus rustiziertem Blaustein mit einem gestreckten Gesims und Engelsfiguren in den Säulen eingerahmt. Es trägt die Steinmetzzeichen der Familie Monnoye aus der Zeit zwischen 1620 und 1773 und die der Familie Van Reck aus der Zeit um 1665. Das Tor wird von einer bemalten Statue der Muttergottes mit Kind, Globus und Zepter (um 1665) aus weißem Stein gekrönt, die in einer bogenförmigen Nische mit Gesims und flankierenden Voluten steht. Auf dem Oberteil befinden sich Kartuschen mit der Inschrift „ANNO 1665“ und einer Uhr.
Die Front-, Seiten- und Chormauern sind mit schmalen Strebepfeilern versehen, die vor der Restaurierung mit dekorativen gusseisernen Türmchen gekrönt wurden, die wahrscheinlich schon beim Bau der Kirche vorhanden waren. Die Giebel des Kirchenschiffs und des Chors sind durch eine Reihe von Gerüstlöchern abgegrenzt. Die Korbbogenfenster, die durch Stabwerk aus Blaustein in zwei Spitzbogenfenster unterteilt sind, verweisen auf die gotische Tradition. Die Fensterverglasungen im Chorraum sind gefärbt. An die Chorwand lehnt eine kleine Glas- und Metallkonstruktion auf einem Backsteinsockel, die mit einem Kalvarienberg mit feinen Nussbaumholzstatuen aus dem Ende des 15. Jahrhunderts mit originaler Polychromie ausgestattet ist, die noch teilweise erhalten ist.
Das Innere der Kirche hat verputzte und bemalte Wände. Das Mittelschiff ist mit Kreuzrippengewölben und Gurtbögen gewölbt, die auf Diensten und kreuzförmigen Pfeilern ruhen, vor denen große Heiligenstatuen auf Konsolen stehen. Die Seitenschiffe sind mit Kreuzrippengewölben und Gurtbogen auf Konsolen gewölbt und haben rundbogige Trennbögen. In den Seitenschiffen gibt es eine durchgehende Holzverkleidung. Der Boden besteht aus schwarzem und weißem Marmor, der sich mit zahlreichen Grabsteinen abwechselt. Im südlichen Seitenschiff befindet sich eine blinde Nische mit einer Ecce-Homo-Darstellung, im nördlichen Seitenschiff gibt es einen späteren Seiteneingang für Behinderte. In das Hauptportal sind hölzerne Vorbauten eingefügt worden. Die darüber liegende Orgelempore ruht auf ionischen Säulen mit einem Gesims. Die Orgel ist ein Werk von Charles Anneessens aus dem Jahr 1888 mit heute 15 Registern auf zwei Manualen und Pedal, das 1954 von Gerard D’Hondt repariert und erweitert wurde.